# Amény-Qémaou
Amény-Qémaou est un roi du début de la XIIIe dynastie égyptienne ; il règne de 1743 environ à 1742 av. J.-C.

## Attestations
Les seules attestations contemporaines d'Amény-Qémaou sont des fragments de quatre vases canopes inscrites, trouvées dans sa pyramide à Dahchour. De plus, le nom d'Amény-Qémaou figurerait sur un bloc inscrit qui a été trouvé dans une pyramide récemment découverte à Dahchour dont l'existence a été annoncée en avril 2017. De nombreux égyptologues tels que James Peter Allen, Aidan Mark Dodson et Thomas Schneider s'accordent à dire que le nom royal sur le bloc est celui d'Amény-Qémaou. Dodson a en outre émis l'hypothèse que, compte tenu de la qualité relativement médiocre de l'inscription et de la particularité pour un roi d'être propriétaire de deux pyramides, celle qui vient d'être découverte pourrait avoir appartenu à l'un des prédécesseurs d'Amény-Qémaou, et qu'il pourrait avoir usurpé la structure en ciselant les noms royaux sur le bloc et en y superposant ses propres cartouches.
Une autre plaquette de provenance inconnue porte son nom mais pourrait être une contrefaçon moderne.
Si l'on suit l'hypothèse de Julien Siesse selon laquelle Nerkarê et Amény-Qémaou sont respectivement les noms de Nesout-bity et de Sa-Rê d'un seul et même roi, alors il faut ajouter aux attestations présentées ci-dessus celles qui portant le nom de Nerkarê (stèle de Thèbes et inscription de Semna).

## Identité
Seul le nom de Sa-Rê du roi est connu. Ainsi, il est peut-être identique à un autre roi connu uniquement par son nom de Nesout-bity. Des tentatives ont été faites pour l'identifier à des rois mieux attestés de l'époque, en particulier à Sehotepibrê Sousekhtaouy, qui figure sur le Canon royal de Turin après Sekhemkarê Amenemhat. Ryholt pense cependant que le nom de Qémaou a été perdu dans une lacune wsf du Canon royal de Turin située juste avant Sekhemkarê Amenemhat. Une lacune wsf (littéralement « manquant ») indique une lacune dans le document original dont le canon a été copié à l'époque ramesside.

### Vision de Julien Siesse
Julien Siesse propose d'associer Nerkarê au roi Amény-Qémaou et ce, pour plusieurs raisons :
- premièrement, il réfute l'hypothèse de Ryholt qui voit dans les noms de Sa-Rê doubles (par exemple Amenenhat-Sobekhotep pour Sekhemrê-Khoutaouy Amenemhat-Sobekhotep) une association du nom de naissance du roi avec celui de son père (Sobekhotep aurait donc eu un père nommé Amenhemhat selon Ryholt)[5] ;
- deuxièmement, les documents mentionnant un même nom de Nesout-bity mais différents noms de Sa-Rê se rapportent selon lui au même roi : plus particulièrement, Sekhemkarê Amenemhat-Senbef  et Sekhemkarê Amenemhat, respectivement deuxième roi et quatrième roi de la XIIIe dynastie selon Ryholt, ne sont qu'un seul et même roi nommé Sekhemkarê Amenemhat-Senbef , positionné en deuxième position dans la dynastie et identifié au Sékhemkarê du Canon royal de Turin, placé également en deuxième position sur le papyrus ;
- troisièmement, le quatrième roi de la XIIIe dynastie selon le Canon royal de Turin (sixième roi selon Ryholt) est Hotepibrê Qémaou-Sa-Hornedjhéritef, dont le nom de Sa-Rê signifie littéralement Le fils de Qémaou, Hornedjhéritef, ce qui ferait de lui le fils du roi Amény-Qémaou ;
- quatrièmement, Amény est le diminutif du nom Amenemhat ; or, le troisième nom inscrit pour la XIIIe dynastie sur le Canon royal de Turin est Amenemhat-Rê : si le -Rê est probablement une erreur du scribe, Julien Siesse associe cet Amenemhat à Amény-Qémaou, prédécesseur direct et père du roi Hotepibrê Qémaou-Sa-Hornedjhéritef ;
- le nom de Nerkarê est un nom de Nesout-bity associé à aucun nom de Sa-Rê, à l'inverse, Amény-Qémaou est un nom de Sa-Rê associé à aucun nom de Nesout-bity, or Nerkarê semble être le successeur direct de Sekhemkarê Amenemhat-Senbef selon les relevés du niveau du Nil à Semna, tandis qu'Amény-Qémaou semble être le Amenemhat-rê du Canon royal de Turin, successeur direct de Sekhemkarê Amenemhat-Senbef selon ce même papyrus.

Pour toutes ces raisons, Julien Siesse fait de Nerkarê et d'Amény-Qémaou un seul et même roi et établit le début de la  XIIIe dynastie comme suit : 
1. Sekhemrê-Khoutaouy Amenemhat-Sobekhotep
2. Sekhemkarê Amenemhat-Senbef  = Sekhemkarê Amenemhat
3. Nerkarê = Amény-Qémaou
4. Hotepibrê Qémaou-Sa-Hornedjhéritef.

## Famille
Deux visions des doubles noms de Sa-Rê s'opposent, ce qui a un impact sur la compréhension de la famille d'Amény-Qémaou. Deux de ses enfants sont connus : 
- un fils, le roi Hotepibrê, dont le nom de Sa-Rê, Qémaou-Sa-Hornedjhéritef, interprété différemment suivant la compréhension des doubles noms, renvoie à Amény-Qémaou comme étant son père,
- une fille, nommée Hatchepsout[note 1], dont le nom a été découvert pour la première fois en 2017 à Dahchour dans une pyramide[7].

### Vision de Kim Ryholt
Kim Ryholt voit les noms de Sa-Rê doubles comme étant des noms filiaux : ainsi, Amény-Qémaou s'appellerait en réalité Qémaou et aurait un père nommé Amenemhat - Amény étant le diminutif du nom Amenemhat. De la même manière, il voit en Hotepibrê, ayant pour nom de Sa-Rê Qémaou-Sa-Hornedjhéritef, s'appellerait en réalité Sahornedjhéritef, et aurait pour père nommé Qémaou. En analysant les noms des autres rois de ce début de XIIIe dynastie, il a fait l'hypothèse d'une famille plus large, avec le roi Sekhemkarê Amenemhat, père d'Amény-Qémaou, lui-même père de Hotepibrê Qémaou-Sa-Hornedjhéritef . De plus, Séânkhibrê Amény-Antef-Amenemhat, deuxième successeur du roi Hotepibrê Qémaou-Sa-Hornedjhéritef, ferait également partie de la famille, avec un père nommé Antef, et Sekhemkarê Amenemhat pour grand-père. Cet Antef serait donc le frère d'Amény-Qémaou. Ioufeni, dont aucune trace contemporaine de son règne n'a été retrouvée mais que le Canon royal de Turin place entre Hotepibrê Qémaou-Sa-Hornedjhéritef et Séânkhibrê Amény-Antef-Amenemhat, ferait également partie de cette famille.
Moins de dix ans après le règne de Séânkhibrê Amény-Antef-Amenemhat, un roi nommé Amenemhat-Renséneb est monté le trône. Suivant la même logique, il serait le fils d'un roi Amenemhat qui pourrait être Séânkhibrê Amény-Antef-Amenemhat ou l'un des rois intermédiaires.
L'analyse de Ryholt est contestée par certains égyptologues car elle repose sur l'hypothèse non prouvée que les doubles noms sont nécessairement des nominatifs filiaux.

### Vision de Julien Siesse
Julien Siesse fait partie de ceux qui réfute cette hypothèse des doubles noms filiaux. En effet, il note que les doubles noms sont très courants à cette époque, que ce soit chez les particuliers ou dans la famille royale. Ce double nom est en effet un nom principal pour l'un et un surnom pour l'autre. Ils permettent de différencier les membres d'une même famille ayant le même nom principal. Dans les familles royales des différents rois de la XIIIe dynastie, plusieurs princes et princesses sont connus avec des doubles noms. Julien Siesse donne comme exemple les princes de la famille du roi Khâneferrê Sobekhotep : Sobekhotep-Djadja, Sobekhotep-Méjou et Haânkhef-Iykhernéféret.
Concernant Amény-Qémaou, il est le seul roi dont on soit sûr qu'il a un lien de parenté avec Hotepibrê Qémaou-Sa-Hornedjhéritef, dont le nom de Sa-Rê, Qémaou-Sa-Hornedjhéritef, signifie littéralement le fils de Qémaou, Hornedjhéritef. Ce roi s'appellerait donc Hornedjhéritef, et non pas Sahornedjhéritef, et revendiquerait dans sa propre titulature sa filiation avec Amény-Qémaou. Julien Siesse réfute d'autant plus la lecture de son nom comme Sahornedjhéritef, car cela signifie Le fils d'Horus, vengeur de son père, ce qui est en contradiction avec la pensée égyptienne qui voit en la personne royale Horus lui-même, et non pas son fils.

## Sépulture

### Pyramide d'Amény-Qémaou
Amény-Qémaou s'est fait construire une pyramide dans le sud de Dahchour, sur la bordure sud d'un ancien lac ; elle a été découverte en 1957 par une expédition américaine dirigée par Charles Arthur Musès. La pyramide n'a fait l'objet d'une enquête qu'en 1968. Elle mesurait à l'origine 50 m de côté à sa base et trente-cinq mètres de haut, mais elle est aujourd'hui complètement détruite par un vol de pierres.
La substructure a également été fortement endommagée. L'entrée de la pyramide, se trouve sur la face est, puis un couloir amène à diverses petites chambres, une herse bloque l'entrée d'une plus grande chambre, avec un escalier au nord. Un passage, amène à un second escalier vers l'ouest, puis à un virage à 90° qui aboutit à la chambre funéraire au sud. La chambre funéraire se trouve presque dans l'axe vertical de la pyramide. La chambre funéraire du roi était d'un monolithe de quartzite, similaire à ceux trouvés dans la pyramide d'Amenemhat III à Hawara et dans les pyramides de Mazghouna,,. Le bloc a été taillé pour recevoir le sarcophage et les vases canopes du roi mais seuls des fragments de ceux-ci et des os non identifiés ont été trouvés sur place.

### Pyramide d'Hatchepsout
En outre, le nom d'Amény-Qémaou figurerait sur un bloc inscrit qui a été trouvé dans une pyramide découverte à Dahchour dont l'existence a été annoncée en avril 2017. De nombreux égyptologues tels que James Peter Allen, Aidan Mark Dodson et Thomas Schneider s'accordent à dire que le nom royal sur le bloc est celui d'Amény-Qémaou. Dodson a en outre émis l'hypothèse que, compte tenu de la qualité relativement médiocre de l'inscription et de la particularité pour un roi d'être propriétaire de deux pyramides, celle qui vient d'être découverte pourrait avoir appartenu à l'un des prédécesseurs d'Amény-Qémaou, et qu'il pourrait avoir usurpé la structure en ciselant les noms royaux sur le bloc et en y superposant ses propres cartouches. Parmi les objets trouvés dans la chambre funéraire se trouvaient un sarcophage, des vases canopes et des boîtes d'emballage. Des inscriptions sur les boîtes mentionnent une des filles d'Amény-Qémaou, Hatchepsout, suggérant que la pyramide a pu être usurpée pour sa fille et expliquant pourquoi il a deux pyramides.